# Cyklon Maschinenfabrik GmbH
Cyklon Maschinenfabrik GmbH (eller blot Cyklon) var en tySk fabrikant af motorcykler og biler beliggende i Berlin. Fra 1919 hørte Cyklon-fabrikken under Jakob Schapiro.
De af arkitekten Karl Bernhard tegnede fabriksbygninger blev i 1990'erne fredet, men blev revet ned i 2006, for at give plads til et beboelseskvarter.

## Historie

### Motorcykler (1900–1905)
Firmaets grundlægger Paul Schauer begyndte som en af de første i Tyskland at seriefremstille motorcykler. Dertil anvendte han motorer fra Gebrüder Werner, Fabrique de Moteurs et de Machines ZL(Zedel) og De Dion-Bouton.
Den første model var en forhjulstrukket motorcykel med luftkølet motor på 300 cm³ og 1,5 HK, som via en kilerem trak forhjulet.
En udgave fra 1902 til hæren blev ikke til noget, da håndteringen var for kompliceret.
Motorcykelproduktionen stoppede i 1905.

### Biler (1902–1923, 1927–1931)
1902 sendte firmaet et trehjulet køretøj (et forhjul, 2 baghjul på en fast aksel) med en etcylindret motor monteret over forhjulet, og med navnet Cyklonette, på gaden. Motoren var på 450 cm³ og ydede 3,5 HK (2,6 kW). Uden gear trak den forhjulet via en rem, senere erstattedes denne med en kæde.
En lang styrestang med gasgreb og tændingsindstilling brugtes til styring af køretøjet.
To år senere kom der også en version med to cylindre (750–1290 cm³, 10 HK (7,4 kW)).
På den af i-jern svejste ramme kunne fås forskellige opbygninger med to eller fire sæder, to eller fire døre. Først og fremmest lavedes varekøretøjer.
1914 ophørte fabrikationen af den etcylindrede udgave af Cyklonette. 1923 ophørte også den tocylindrede udgave. I stedet fabrikerede man chassiser til Schebera-karosserifabriken.
Fra 1927 byggedes igen personbiler af egen konstruktion. Firmaets 9/40 PS model havde samme karosseri fra Ambi-Budd som Adler Standard 6, og var den billigste sekscylindrede bil i Tyskland.
Fabrikken blev overtaget af Dixi-fabrikken. Efter BMW's overtagelse af dette mærke måtte produktionen af bilen indstilles pga. manglende salgsmuligheder i 1929.
Samme år kom en ny sekscylindret model med 1800  cm³ motor, hvoraf der de næste to år kun blev fremstillet ganske få eksemplarer. 1931 opløstes firmaet.